# Secret Treaties
| 전문가 평가                      | 전문가 평가 |
| 평가 점수                        | 평가 점수   |
| 출처                             | 점수        |
| -------------------------------- | ----------- |
| AllMusic                         | [ 5 ]       |
| Christgau's Record Guide         | B           |
| Collector's Guide to Heavy Metal | 10/10       |
| Rolling Stone                    | (favorable) |
| Sputnikmusic                     | [ 9 ]       |
| Tom Hull                         | B           |
| Classic Rock                     | [ 11 ]      |

《Secret Treaties》는 1974년 4월 5일, 컬럼비아 레코드가 발매한 미국의 하드 록 밴드 블루 오이스터 컬트의 세 번째 스튜디오 음반이다.
이 음반은 빌보드 200 차트에서 14주를 보내며 53위에 정점을 찍었다. 1992년 미국 음반 산업 협회에서 골드 인증을 받았다.
1975년 영국 잡지 《멜로디 메이커》의 독자들을 대상으로 한 여론조사에서 시크릿 조약이 "역대 최고의 록 음반"으로 선정되었다. 2010년, 랩소디는 이 음반을 역대 최고의 "프로토메탈" 음반 중 하나라고 불렀다.
이 음반의 모든 곡들은 〈Cagey Cretins〉를 제외하고, 이후 몇 년 동안 블루 오이스터 컬트 재생 목록에 수록되었다. 기타리스트 벅 드하마가 부른 리드 보컬의 트랙이 수록되지 않은 유일한 블루 오이스터 컬트 음반이다. 밴드는 또한 이 음반에 가사를 하나도 쓰지 않았으며, 프로듀서 샌디 펄먼, 록 비평가 리처드 멜처, 가수 패티 스미스에게 그 의무를 전하였다.

## 커버 아트
론 레서의 예술이 담긴 커버는 밴드가 독일 Me 262 전투기의 옆에 서서 앉아 있는 모습을 묘사하고 있다. 이 장면은 동명의 노래에서 영감을 받았다.
음반 커버에 빨간색(일본 음반의 더 진한 빨간색)으로 밴드 이름이 있는 반면 CD에는 라임색으로 표시되어 있다.

## 발매 역사
기존의 2채널 스테레오 버전 외에도 이 음반은 1974년 LP 레코드와 8트랙 테이프에서 4채널 쿼다포닉 버전으로 발매되었다. 쿼드 LP 발매는 SQ 매트릭스 시스템으로 인코딩되었다.
이 음반은 2016년 오디오 피델리티에 의해 슈퍼 오디오 CD 포맷으로 재발매되었다. 이 판은 스테레오와 쿼드 혼합물을 모두 포함하고 있다.

## 곡 목록
| #  | 제목                         | 작사·작곡                  | 리드 보컬       | 재생 시간 |
| -- | ---------------------------- | -------------------------- | --------------- | --------- |
| 1. | 〈Career of Evil〉           | 앨버트 부샤드, 패티 스미스 | 블룸, A. 부샤드 | 3:59      |
| 2. | 〈Subhuman〉                 | 에릭 블룸, 샌디 펄먼       | 블룸            | 4:39      |
| 3. | 〈Dominance and Submission〉 | 블룸, A. 부샤드, 펄먼      | A. 부샤드       | 5:23      |
| 4. | 〈ME 262〉                   | 벅 드하마, 블룸, 펄먼      | 블룸            | 4:48      |

| #  | 제목                  | 작사·작곡                     | 리드 보컬                  | 재생 시간 |
| -- | --------------------- | ----------------------------- | -------------------------- | --------- |
| 5. | 〈Cagey Cretins〉     | A. 부샤드, 리처드 멜처        | 블룸, A. 부샤드, 조 부샤드 | 3:16      |
| 6. | 〈Harvester of Eyes〉 | 블룸, 드하마, 멜처            | 블룸                       | 4:42      |
| 7. | 〈Flaming Telepaths〉 | 블룸, A. 부샤드, 드하마, 펄먼 | 블룸                       | 5:20      |
| 8. | 〈Astronomy〉         | A. 부샤드, J. 부샤드, 펄먼    | 블룸                       | 6:28      |

## 인증
| 국가                       | 인증 | 판매량/출하량 |
| -------------------------- | ---- | ------------- |
| 미국 (RIAA)                | 골드 | 500,000^      |
| ^출하량을 기반으로 한 인증 |      |               |